# Fawn Grove, Pennsylvania
Fawn Grove là một thị trấn thuộc quận York, tiểu bang Pennsylvania, Hoa Kỳ. Năm 2010, dân số của thị trấn này là 452 người.